# (8359) 1989 WD
1989 دابليو دي (ويعرف أيضًا باسم (8359) 1989 دابليو دي وفق تسمية الكوكب الصغير) (بالإنجليزية: 1989 WD)‏ هو كويكب ضمن حزام الكويكبات؛ وترتيبه 8359 من حيث الاكتشاف.
اكتُشف هذا الجُرم الفلكي بواسطة سيجي أويدا في 19 نوفمبر 1989.

## وصلات خارجية
- (8359) 1989 WD في قاعدة بيانات مختبر الدفع النفاث لأجرام النظام الشمسي الصغيرة

- الاكتشاف · مخطط المدار ·  العناصر المدارية · المعلمات المادية

- (8359) 1989 WD على موقع ويكي سكاي: DSS2, SDSS, GALEX, IRAS, Hydrogen α, X-Ray, Astrophoto, Sky Map, Articles and images